# Чемпіонат Львівської області з футболу 2024
Чемпіонат Львівської області з футболу 2024 року — футбольні змагання серед аматорських команд Львівщини, які проводилися Львівською Асоціацією Футболу у Прем'єр-лізі і Першій лізі, та разом із Львівською обласною асоціацією футболу «Колос» у Другій та Третій лігах. Також проводились змагання серед юніорів без прив’язки до ліг.  

## Позначення
—— чинний чемпіон (переможець попереднього розіграшу).
 —— команда, яка попереднього року опустилась в нижчу за рангом лігу
 —— команда, яка попереднього року піднялась у вищу за рангом лігу.
 —— команда, яка в попередньому чемпіонаті виступала або на кілька порядків нижчій за рангом лізі, або взагалі ніде не виступала і допущена до змагань не за спортивним принципом, а з якихось інших міркувань.

## Прем'єр-ліга
У 17-му Чемпіонаті Львівщини серед команд Прем'єр-ліги стартували тринадцять команд. Але після першого кола чемпіонату Футбольно-Спортивний Клуб «Самбір» знявся із змагань.
- Серед команд, які в попередньому сезоні виступали в Прем'єр-лізі Львівщини, відсутні: СК «Дніпро-1 Академія футболу» Дніпро, який ще в минулому сезоні знявся із змагань, зігравши тільки три матчі та «Карпати-2» Львів, які також в минулому сезоні знялись із змагань після першого етапу, оскільки заявились в Другу лігу Чемпіонату України.
- Чинного Чемпіона області – ФК «Юність» Верхня Білка/Куликів, які стартували в Другій лізі Чемпіонату України під назвою «Куликів-Білка» Куликів в обласному чемпіонаті замінила об'єднана команда ФК «Покрова - Куликів-2» Львів/Нижня Білка.
- «Темп» Бібрка/Відники об'єднався із брюховицьким «Легінем» під назвою «Темп-Легінь» Бібрка/Відники/Брюховичі, а підмонастирський «Фенікс» об'єднався з львівською «Галичиною», під назвою «Галичина-Фенікс» Львів/Підмонастир, але після першого кола об'єднання розпалось і надалі «Фенікс» виступав самостійною командою.
- Натомість після річної перерви, відновив свої виступи в обласній прем'єр-лізі «Корміл», правда тепер він представляє не Давидів, а Яворів.

Чемпіонами Львівської області стали футболісти Футбольного клубу «Миколаїв», які до цього ставали чемпіонами Львівщини востаннє у 2017-му році.
В цьому році ФК «Миколаїв» виграв також Кубок України серед аматорів та став фіналістом Кубка Львівської області.
У складі команди-чемпіона виступали:  Бурмас Мар'ян, Гурський Андрій, Качор Максим, Коваль Григорій, Піяйко Андрій, Славецький Віталій, Заваляк Володимир, Федина Іван, Цюпка Назар, Козловський Павло, Давидяк Мар'ян, Дзюрах Роман, Дмуховський Андрій, Вільховий Назар-Іван, Синишин Ігор, Клим Богдан, Артимович Андрій, Деревецький Дмитро, Криницький Олег, Грибінець Вадим, Оприск Олег, Данилів Максим, Фурів Віктор, Адам Богдан, Олег Станіслав.
Тренер: Шумський Віталій Іванович; Президент: Оприск Микола Петрович; Начальник команди: Николишин Володимир Михайлович.
Кращими футболістами Прем'єр-ліги Львівщини в номінаціях сезону 2024 названо: 
- Кращий воротар — Мар'ян Бурмас (ФК «Миколаїв»)
- Кращий захисник — Андрій Гурський (ФК «Миколаїв»)
- Кращий півзахисник — Богдан Слоневський (ФСК «Гірник» Новояворівськ)
- Кращий нападник  — Назар Цюпка (ФК «Миколаїв»)
- Кращий тренер — Віталій Шумський (ФК «Миколаїв»)
- Кращий гравець — Назар Цюпка (ФК «Миколаїв»)

### Турнірна таблиця
Джерело:
Після першого кола ФСК «Самбір» знявся із змагань і в решті матчів їм зараховано технічні поразки 0:3.
| М   | Команда/Місто                              | 1    | 2    | 3    | 4    | 5    | 6    | 7    | 8   | 9    | 10   | 11  | 12  | 13   | І  | В  | Н | П  | М'ячі   | РМ  | О  |
| --- | ------------------------------------------ | ---- | ---- | ---- | ---- | ---- | ---- | ---- | --- | ---- | ---- | --- | --- | ---- | -- | -- | - | -- | ------- | --- | -- |
|     | ФК «Миколаїв»                              |      | 0:0  | 0:1  | 2:0  | 3:0  | 4:0  | 2:0  | 6:0 | 4:1  | 6:1  | 5:1 | 5:2 | 3:0* | 24 | 17 | 6 | 1  | 66 - 19 | 47  | 57 |
|     | ФК «П'ятничани»                            | 2:2  |      | 3:1  | 2:0  | 3:0  | 3:0М | 5:0  | 5:0 | 4:1  | 7:0  | 2:1 | 7:0 | 5:0  | 24 | 17 | 4 | 3  | 71 - 18 | 53  | 55 |
|     | ФСК «Гірник» Новояворівськ                 | 1:2  | 1:0  |      | 1:2  | 4:1  | 2:0  | 1:0  | 2:0 | 1:0  | 3:0  | 2:1 | 2:0 | 3:0* | 24 | 17 | 3 | 4  | 49 - 20 | 29  | 54 |
| 4.  | ФСК «Корміл» Яворів                        | 1:1  | 2:0  | 2:3  |      | 5:0  | 0:0  | 3:1  | 2:0 | 2:1  | 1:0  | 0:0 | 4:0 | 4:0  | 24 | 15 | 4 | 5  | 47 - 18 | 29  | 49 |
| 5.  | ФК «Мостиська»                             | 2:2  | 3:2  | 1:1  | 3:1  |      | 3:0  | 2:5  | 1:2 | 6:0  | 4:2  | 3:0 | 3:0 | 1:0  | 24 | 12 | 4 | 8  | 50 - 41 | 9   | 40 |
| 6.  | ЛСК «Погонь» Львів                         | 1:1  | 0:2  | 1:1  | 0:1  | 1:0  |      | 3:0  | 1:0 | 0:1  | 3:0  | 2:1 | 2:0 | 1:0  | 24 | 11 | 5 | 8  | 28 - 23 | 5   | 38 |
| 7.  | «Галичина-Фенікс» Львів/Підмонастир        | 2:4  | 2:4  | 1:5  | 0:3  | 4:3  | 0:0  |      | 1:2 | 4:3  | 2:0  | 2:1 | 2:0 | 4:0  | 24 | 10 | 2 | 12 | 40 - 47 | -7  | 32 |
| 8.  | СК «Нафтовик» Борислав                     | 0:1  | 2:3  | 2:2  | 0:3  | 0:0  | 2:1  | 1:0  |     | 1:0  | 0:2  | 1:1 | 1:0 | 3:0* | 24 | 9  | 4 | 11 | 24 - 36 | -12 | 31 |
| 9.  | «Рух-3» Львів                              | 0:3  | 2:2  | 2:3  | 2:1  | 1:3  | 2:2  | 0:1  | 0:2 |      | 3:0  | 1:1 | 3:2 | 5:0  | 24 | 7  | 4 | 13 | 33 - 44 | -11 | 25 |
| 10. | МФК «Галичина» Дрогобич                    | 1:2  | 0:2  | 0:4  | 0:2  | 2:4  | 0:3  | 1:1  | 1:0 | 2:1  |      | 3:2 | 1:0 | 2:0  | 24 | 8  | 1 | 15 | 25 - 54 | -29 | 25 |
| 11. | «Темп-Легінь» Бібрка/Відники/Брюховичі     | 1:1Л | 0:4  | 1:0Л | 2:2Л | 3:3  | 0:3  | 3:2Л | 3:2 | 0:0Л | 1:3  |     | 0:3 | 3:0* | 24 | 5  | 8 | 11 | 31 - 46 | -15 | 23 |
| 12. | ФК «Покрова - Куликів-2» Львів/Нижня Білка | 1:3  | 1:1  | 1:3  | 0:3  | 0:1  | 0:1  | 1:3  | 1:3 | 0:1  | 3:1  | 0:3 |     | 3:0* | 24 | 3  | 2 | 19 | 20 - 55 | -35 | 11 |
| 13. | ФСК «Самбір»                               | 1:4  | 0:3* | 0:2  | 0:3* | 0:3* | 0:3* | 0:3* | 0:0 | 0:3* | 0:3* | 2:2 | 2:2 |      | 24 | 0  | 3 | 21 | 5 - 68  | -63 | 3  |

1. ↑   - результат матчу  «Рух-3» Львів -  ФК «Миколаїв» - 3:1 анульовано. «Руху» зараховано технічну поразку 0:3 за порушення регламенту.

* — технічний результат/неявка.

М - матч відбувся на стадіоні «Медик» в Моршині.

Л - матч відбувся на стадіоні «Прогрес» в Львові.

«Рух-3» Львів домашні матчі проводив на стадіоні Навчально-тренувальної бази «Руху» у Винниках.

### Кращібомбардиричемпіонату Львівщини
| М  | Гравець            | Клуб         | Матчі | М'ячі    |
| -- | ------------------ | ------------ | ----- | -------- |
| 1. | Цюпка Назар        | ФК Миколаїв  | 20    | 24       |
| 2. | Святий Юрій        | ФК Мостиська | 18    | 22 (5п.) |
| 3. | Зубар Святослав    | ФСК Корміл   | 22    | 14 (2п.) |
| 4. | Деда Ярослав       | ФСК Гірник   | 23    | 10       |
| 5. | Слоневський Богдан | ФСК Гірник   | 23    | 10 (6п.) |

З урахуванням м’яча, забитого в анульованому матчі.

## Перша ліга
Першість Львівщини з футболу у Першій лізі пройшла у два кола (вдома та на виїзді). 
- Серед команд, які виступали в попередній першості відсутні - «Темп» Гірське, СКК «Пісочна» та ФК «Щирець», які припинили виступи в обласних змаганнях.

Джерело:
| М   | Команда/Місто                     | 1    | 2    | 3   | 4    | 5    | 6     | 7    | 8     | 9   | 10   | 11   | І  | В  | Н | П  | М'ячі   | РМ  | О  |
| --- | --------------------------------- | ---- | ---- | --- | ---- | ---- | ----- | ---- | ----- | --- | ---- | ---- | -- | -- | - | -- | ------- | --- | -- |
|     | «Сокаль-Датський текстиль» Сокаль |      | 2:1  | 3:2 | 1:2  | 2:1  | 4:0   | 3:1  | 1:1   | 4:0 | 3:1  | 4:0  | 20 | 14 | 3 | 3  | 44 - 18 | 26  | 45 |
|     | ФК «Олесько»                      | 2:0  |      | 3:3 | 1:0  | 2:2  | 2:1Зу | 4:1  | 0:0За | 3:1 | 5:2  | 2:0  | 20 | 12 | 6 | 2  | 50 - 23 | 27  | 42 |
|     | ФК «Жовква»                       | 1:2  | 0:0  |     | 0:0  | 4:2  | 4:0   | 4:1  | 5:2   | 6:2 | 3:0  | 3:0* | 20 | 12 | 5 | 3  | 60 - 27 | 33  | 41 |
| 4.  | «Колос» Городок                   | 0:1  | 1:4  | 1:2 |      | 3:1  | 5:0   | 2:1  | 2:1   | 1:0 | 3:0  | 5:1  | 20 | 13 | 2 | 5  | 44 - 20 | 24  | 41 |
| 5.  | ФК «Новий Розділ»                 | 2:1  | 2:0  | 1:1 | 2:2  |      | 7:0   | 0:0  | 1:2   | 2:1 | 5:2  | 1:0  | 20 | 11 | 4 | 5  | 43 - 26 | 17  | 37 |
| 6.  | «Богун» Броди                     | 1:1  | 1:4  | 2:1 | 0:3  | 2:0  |       | 3:5  | 2:0   | 1:0 | 1:2  | 3:0* | 20 | 8  | 3 | 9  | 26 - 41 | -15 | 27 |
| 7.  | «Босота» Чорнушовичі              | 1:2  | 1:4  | 0:6 | 2:5  | 0:1  | 1:2   |      | 4:2   | 4:3 | 2:1  | 1:1  | 20 | 7  | 2 | 11 | 35 - 49 | -14 | 23 |
| 8.  | «Шахтар» Червоноград              | 1:4  | 1:1  | 2:3 | 1:4  | 1:3  | 0:1   | 1:2  |       | 5:2 | 1:0  | 3:0* | 20 | 5  | 3 | 12 | 30 - 43 | -13 | 18 |
| 9.  | СК «Турбо» Березів                | 0:2Х | 2:2Х | 0:3 | 2:0Х | 1:3С | 1:1Х  | 5:1Х | 4:2Х  |     | 0:2Х | 3:0* | 20 | 4  | 3 | 13 | 27 - 43 | -16 | 15 |
| 10. | СК «Воля» Братковичі              | 1:1  | 3:7  | 4:7 | 0:2  | 2:4  | 1:5   | 0:4  | 2:3   | 0:0 |      | 3:0* | 20 | 3  | 3 | 14 | 28 - 58 | -30 | 12 |
| 11. | СОК «Пульс-Авангард» Жидачів      | 0:3* | 0:3* | 2:2 | 0:3* | 0:3* | 0:0   | 0:3* | 2:1   | 1:0 | 2:2  |      | 20 | 2  | 4 | 14 | 9 - 48  | -39 | 10 |

* — після першого кола СОК «Пульс-Авангард» Жидачів знявся із змагань, в матчах що залишились їм зараховано технічні поразки 0:3.

Зу - матч відбувся на стадіоні «Зубр» у Зубрі.

За - матч відбувся на стадіоні ім. Романа Лаби у Заболотцях.

С - матч відбувся на стадіоні «Сокіл» в Суховолі.

Х - матч зіграно на «Міському» стадіоні в Хирові.

«Сокаль-Датський текстиль» домашні матчі проводив на «Шкільному» стадіоні в Соснівці.

ФК «Олесько» більшість домашніх матчів проводив на стадіоні Дитячо-юнацької школи в Буську.

### Кращібомбардирипершості Львівщини в Першій лізі
| М  | Гравець       | Клуб            | Матчі | М'ячі |
| -- | ------------- | --------------- | ----- | ----- |
| 1. | Адам Богдан   | ФК Новий Розділ | 9     | 13    |
| 1. | Максимик Олег | ФК Жовква       | 18    | 13    |
| 3. | Федак Василь  | Колос Г.        | 16    | 11    |
| 4. | Сень Юрій     | ФК Олесько      | 15    | 10    |

## Друга ліга
Джерело:
В першості Львівщини серед команд Другої ліги 2025 року стартувало одинадцять колективів.
- Рішенням КДК ЛАФ від 3.07.2024 року за неявки на матчі «Кохавинка» Гніздичів виключена з 2 ліги і результати всіх зіграних матчів анульовано.
- Після першого кола «Троянда» Ходорів знялася із змагань, в матчах що залишились їм зараховано технічні поразки 0:3.
- Після 16 туру СФК «Муроване» знявся із змагань і в матчах що залишились їм зараховано технічні поразки 0:3.
- У матчі другого кола СФК «Муроване» - «Троянда» Ходорів, обом командам зараховано тезнічні поразки 0:3, так як команди знялись із змагань.

| М   | Команда/Місто                      | 1     | 2    | 3    | 4    | 5    | 6    | 7    | 8    | 9    | 10    | -    | І  | В  | Н | П  | М'ячі   | РМ  | О  |
| --- | ---------------------------------- | ----- | ---- | ---- | ---- | ---- | ---- | ---- | ---- | ---- | ----- | ---- | -- | -- | - | -- | ------- | --- | -- |
|     | СФК «Трускавець»                   |       | 1:0  | 2:0  | 1:1  | 3:0* | 4:1  | 1:0  | 2:0  | 0:0  | 3:0*  |      | 18 | 13 | 2 | 3  | 36 - 14 | 22  | 41 |
|     | «Скала» Вільховець                 | 1:0   |      | 0:0  | 0:1  | 3:1  | 3:1  | 1:1  | 4:0  | 3:0  | 6:3   |      | 18 | 12 | 4 | 2  | 36 - 10 | 26  | 40 |
|     | «Берізка» Підберізці               | 3:2   | 1:2  |      | 1:5  | 4:1  | 1:2  | 3:2  | 4:1  | 5:0  | 4:0   |      | 18 | 11 | 2 | 5  | 46 - 25 | 21  | 35 |
| 4.  | «Карпати-Кам'янка» Кам'янка-Бузька | 0:1   | 0:0  | 4:5  |      | 6:4  | 0:0  | 3:0* | 8:0  | 2:2  | 4:2   |      | 18 | 10 | 4 | 4  | 48 - 25 | 23  | 34 |
| 5.  | СК «Січ» Заболотцівська ОТГ        | 3:2Т  | 0:1  | 1:1  | 5:1  |      | 1:2  | 5:1  | 8:1  | 3:0* | 3:0*  | 3:0* | 18 | 9  | 2 | 7  | 51 - 33 | 18  | 29 |
| 6.  | «Сокіл» Великі Глібовичі           | 2:3   | 1:1  | 3:1  | 2:1  | 2:5  |      | 1:6  | 3:0* | 2:0  | 3:0*  |      | 18 | 9  | 2 | 7  | 35 - 32 | 3   | 29 |
| 7.  | СФК «Муроване»                     | 0:3*  | 0:2  | 0:1  | 0:1  | 0:3* | 3:0  |      | 7:0  | 5:1  | -:- * | 1:0  | 18 | 6  | 1 | 11 | 28 - 32 | -4  | 19 |
| 8.  | ДЮШ ФК «Львів»                     | 2:3   | 0:5  | 0:6  | 2:4  | 0:4  | 3:2  | 3:0* |      | 3:0  | 3:0*  | 3:0* | 18 | 4  | 1 | 13 | 20 - 67 | -47 | 13 |
| 9.  | «Стріла» Сулимів                   | 1:2вд | 0:1  | 0:3Р | 0:4  | 4:2  | 0:5  | 0:1  | 5:0  |      | 3:0*  |      | 18 | 3  | 3 | 12 | 16 - 41 | -25 | 12 |
| 10. | «Троянда» Ходорів                  | 0:3*  | 0:3* | 0:3* | 0:3* | 2:2  | 0:3* | 1:2  | 2:2  | 0:0  |       |      | 18 | 0  | 3 | 15 | 10 - 53 | -43 | 3  |
| -   | «Кохавинка» Гніздичів              | 1:5   |      | 0:3* | 2:1  |      | 2:5  |      |      |      |       |      | 7  | 1  | 0 | 6  | 5 - 21  | -16 | 3  |

* — технічний результат (неявка).

Т — матч СК «Січ» Заболотцівська ОТГ - СФК «Трускавець» (2-ге коло) відбувся у Трускавці, через неявку футболістів СК «Січ» на матч першого кола у Трускавець.

ВД - матч відбувся на стадіоні «Галичина» села Великий Дорошів.

 Р - матч відбувся на стадіоні «Думна» села Ременів.

### Кращібомбардирипершості Львівщини в Другій лізі
| М  | Гравець        | Клуб       | Матчі | М'ячі    |
| -- | -------------- | ---------- | ----- | -------- |
| 1. | Козовий Руслан | СК Січ     | 13    | 13 (2п.) |
| 2. | Романюк Роман  | Берізка    | 17    | 11 (3п.) |
| 3. | Цар Максим     | Берізка    | 15    | 10       |
| 4. | Милян Олег     | Сокіл В.Г. | 16    | 10 (1п.) |

## Третя ліга
В першості Львівщини серед команд Третьої ліги 2025 року стартувало двадцять шість команд. Змагання процшли в два етапи:
- Команди, які на груповому етапі посіли в підгрупах перші-другі місця, зіграють між собою в одне коло з нулем очок за медалі Третьої ліги:
- Колективи, які в підгрупах заняли третє-четверте місця, за аналогічною схемою змагатимуться між собою за Кубок Третьої ліги.
- Решта команд за бажанням побореться за традиційний Кубок Золотої Осені (переможець ФК «Яричів» Новий Яричів).
- Серед команд, які в минулому сезоні виступали в турнірі Другої/Третьої ліги, відсутні: «Гарай» Жовква, ФК «Старий Самбір», «Богун» Підзвіринець.

#### Фінальний етап
Джерело:
| М  | Команда/Місто                | 1    | 2   | 3   | 4   | 5   | 6   | І | В | Н | П | М'ячі   | РМ  | О  |
| -- | ---------------------------- | ---- | --- | --- | --- | --- | --- | - | - | - | - | ------- | --- | -- |
|    | «Легіон» Стільсько           |      |     |     | 5:0 | 2:1 | 5:1 | 5 | 4 | 0 | 1 | 15 - 5  | 10  | 12 |
|    | ФК «Мостиська-2» Мостиська   | 0:2С |     |     |     |     | 5:0 | 5 | 3 | 0 | 2 | 14 - 5  | 9   | 9  |
|    | ФК «Лопатин»                 | 3:1  | 1:0 |     | 1:2 |     |     | 5 | 3 | 0 | 2 | 8 - 7   | 1   | 9  |
| 4. | ФК «Стрілків»                |      | 1:4 |     |     | 3:1 |     | 5 | 3 | 0 | 2 | 10 - 12 | -2  | 9  |
| 5. | ФК «Дубляни» Львівський р-н. |      | 1:5 | 0:2 |     |     |     | 5 | 1 | 0 | 4 | 6 - 12  | -6  | 3  |
| 6. | ФК «Малехів»                 |      |     | 4:1 | 1:4 | 0:3 |     | 5 | 1 | 0 | 4 | 6 - 18  | -12 | 3  |

С - матч відбувся на стадіоні села Старява.

«Легіон» Стільсько домашні матчі проводив на стадіоні «Галичина» у Новому Роздолі.

#### Кубок Третьої ліги
Джерело:
| М  | Команда/Місто                                | 1    | 2   | 3   | 4   | 5   | 6   | І | В | Н | П | М'ячі   | РМ | О  |
| -- | -------------------------------------------- | ---- | --- | --- | --- | --- | --- | - | - | - | - | ------- | -- | -- |
|    | ФК «Радехівщина ТГ» Радехів                  |      | 3:0 |     |     | 3:1 | 3:1 | 5 | 4 | 0 | 1 | 14 - 6  | 8  | 12 |
| 2. | «Сокіл» Никонковичі                          |      |     | 3:2 | 3:6 |     | 3:2 | 5 | 3 | 0 | 2 | 12 - 14 | -2 | 9  |
| 3. | «Юність» Верхня/Нижня Білка                  | 1:0  |     |     |     | 1:0 |     | 5 | 2 | 2 | 1 | 6 - 5   | 1  | 8  |
| 4. | «Карпати-Кам’янка-2» Кам’янка-Бузька/Запитів | 3:5Г |     | 2:2 |     |     | 6:0 | 5 | 2 | 1 | 2 | 17 - 11 | 6  | 7  |
| 5. | ФК «Гончари» Давидівська ОТГ                 |      | 1:3 |     | 1:0 |     |     | 5 | 1 | 1 | 3 | 5 - 9   | -4 | 4  |
| 6. | «Буг» Буськ                                  |      |     | 0:0 |     | 2:2 |     | 5 | 0 | 2 | 3 | 5 - 14  | -9 | 2  |

Г -  матч відбувся на стадіоні села Гамаліївка.

«Сокіл» Никонковичі домашні матчі проводив на стадіоні «Фальба» села Соколівка.

### Перший етап
Джерело:
Підгрупа 1
| М  | Команда/Місто                                | 1   | 2   | 3    | 4     | 5   | 6   | 7   | 8    | 9     | І  | В  | Н | П  | М'ячі   | РМ  | О  |
| -- | -------------------------------------------- | --- | --- | ---- | ----- | --- | --- | --- | ---- | ----- | -- | -- | - | -- | ------- | --- | -- |
| 1. | ФК «Лопатин»                                 |     | 3:1 | 4:0  | 4:2   | 1:0 | 4:2 | 3:2 | 1:4  | 3:0   | 16 | 11 | 1 | 4  | 49 - 34 | 15  | 34 |
| 2. | ФК «Дубляни» Львівський р-н.                 | 4:3 |     | 5:2  | 1:1   | 2:3 | 7:1 | 9:0 | 2:2  | 4:0   | 16 | 10 | 4 | 2  | 48 - 19 | 29  | 34 |
| 3. | «Карпати-Кам’янка-2» Кам’янка-Бузька/Запитів | 3:3 | 2:2 |      | 3:5   | 1:0 | 3:1 | 6:1 | 7:1  | 4:1   | 16 | 9  | 3 | 4  | 51 - 32 | 19  | 30 |
| 4. | «Буг» Буськ                                  | 2:3 | 0:1 | 3:0* |       | 2:2 | 4:0 | 2:2 | 3:0* | 5:1   | 16 | 7  | 3 | 6  | 38 - 26 | 12  | 24 |
| 5. | ФК «Ямпіль»                                  | 1:3 | 0:1 | 2:2  | 3:2   |     | 2:0 | 1:4 | 5:3  | 4:1   | 16 | 7  | 2 | 7  | 32 - 30 | 2   | 23 |
| 6. | «Сокіл» Борщовичі                            | 4:3 | 1:1 | 1:4  | 2:1   | 1:2 |     | 1:1 | 2:0  | 3:2   | 16 | 6  | 2 | 8  | 24 - 39 | -15 | 20 |
| 7. | «Ватра» Пикуловичі                           | 2:4 | 1:3 | 3:6  | 2:1Бр | 1:5 | 1:2 |     | 4:1  | 1:2Бр | 16 | 5  | 2 | 9  | 29 - 47 | -18 | 17 |
| 8. | «Енергетик» Добротвір                        | 4:3 | 0:2 | 0:2  | 1:3Б  | 3:0 | 3:1 | 0:1 |      | 6:1   | 16 | 5  | 1 | 10 | 29 - 41 | -12 | 16 |
| 9. | ФК «Яричів» Новий Яричів                     | 3:4 | 0:3 | 0:6  | 1:2   | 3:2 | 1:2 | 1:3 | 4:1  |       | 16 | 3  | 0 | 13 | 21 - 53 | -32 | 9  |

* — технічний результат (неявка).

Б	 - матч «Енергетик» Добротвір - «Буг» Буськ (2-ге коло) відбувся у Буську, через неявку футболістів «Енергетика» на матч першого кола у Буськ.

Бр - матч відбувся на стадіоні «Сокіл» в Борщовичах.
Підгрупа 2
| М  | Команда/Місто               | 1   | 2   | 3   | 4   | 5    | 6   | 7     | 8   | 9    | І  | В  | Н | П  | М'ячі   | РМ  | О  |
| -- | --------------------------- | --- | --- | --- | --- | ---- | --- | ----- | --- | ---- | -- | -- | - | -- | ------- | --- | -- |
| 1. | ФК «Малехів»                |     | 4:1 | 3:5 | 2:1 | 3:2  | 2:1 | 3:1   | 2:1 | 9:2  | 16 | 12 | 2 | 2  | 53 - 32 | 21  | 38 |
| 2. | ФК «Мостиська-2» Мостиська  | 5:2 |     | 5:1 | 3:0 | 3:0* | 1:3 | 6:3   | 4:1 | 3:0* | 16 | 12 | 2 | 2  | 55 - 21 | 34  | 38 |
| 3. | ФК «Радехівщина ТГ» Радехів | 2:3 | 0:2 |     | 3:0 | 1:0  | 3:1 | 3:2   | 1:0 | 11:0 | 16 | 11 | 1 | 4  | 47 - 26 | 21  | 34 |
| 4. | «Юність» Верхня/Нижня Білка | 2:3 | 0:3 | 3:1 |     | 3:1  | 3:2 | 3:1   | 2:0 | 5:2  | 16 | 8  | 1 | 7  | 31 - 32 | -1  | 25 |
| 5. | ФСК «Вугільник» Гірник      | 2:2 | 1:5 | 2:5 | 1:0 |      | 4:1 | 3:1   | 3:0 | 3:0* | 16 | 8  | 1 | 7  | 36 - 36 | 0   | 25 |
| 6. | «Рух-Збірна» Репехів        | 2:2 | 2:2 | 1:2 | 2:3 | 8:2  |     | 5:2НС | 3:1 | 5:0  | 16 | 6  | 2 | 8  | 44 - 37 | 7   | 20 |
| 7. | ФК «Універ» Львів           | 4:5 | 0:6 | 0:0 | 3:0 | 2:6  | 1:4 |       | 1:3 | 5:1  | 16 | 3  | 2 | 11 | 33 - 53 | -20 | 11 |
| 8. | ФК «Підбірці»               | 0:4 | 0:2 | 2:4 | 3:3 | 2:3  | 5:3 | 0:2   |     | 3:1  | 16 | 3  | 1 | 12 | 22 - 42 | -20 | 10 |
| 9. | «Сокіл» Сокільники          | 1:4 | 4:4 | 2:5 | 2:3 | 0:3* | 4:1 | 5:5   | 4:1 |      | 16 | 2  | 2 | 12 | 28 - 70 | -42 | 8  |

* — технічний результат (неявка).

НС - матч відбувся на стадіоні селища Нові Стрілища.
Підгрупа 3
| М  | Команда/Місто                | 1     | 2    | 3    | 4    | 5    | 6    | 7    | 8    | І  | В  | Н | П  | М'ячі   | РМ  | О  |
| -- | ---------------------------- | ----- | ---- | ---- | ---- | ---- | ---- | ---- | ---- | -- | -- | - | -- | ------- | --- | -- |
| 1. | «Легіон» Стільсько           |       | 0:3  | 10:1 | 9:1К | 2:1М | 12:0 | 3:0* | 4:1  | 14 | 10 | 1 | 3  | 66 - 15 | 51  | 31 |
| 2. | ФК «Стрілків»                | 3:0   |      | 4:2  | 5:2  | 4:0  | 3:1  | 7:0  | 2:0  | 14 | 9  | 1 | 4  | 46 - 26 | 20  | 28 |
| 3. | «Сокіл» Никонковичі          | 0:10С | 3:1С |      | 1:2С | 1:0  | 5:0С | 6:1С | 3:0* | 14 | 9  | 0 | 5  | 36 - 36 | 0   | 27 |
| 4. | ФК «Гончари» Давидівська ОТГ | 1:6   | 3:0  | 1:2  |      | 0:2  | 3:0  | 3:0* | 3:2  | 14 | 8  | 0 | 6  | 27 - 31 | -4  | 24 |
| 5. | «Камула» Романів             | 0:4   | 4:3  | 3:1  | 0:1  |      | 0:1  | 4:1  | 3:1  | 14 | 7  | 1 | 6  | 22 - 21 | 1   | 22 |
| 6. | «Зоря» Трускавець            | 1:5   | 3:5  | 1:2  | 2:1  | 1:1  |      | 3:0* | 3:0* | 14 | 4  | 2 | 8  | 19 - 46 | -27 | 14 |
| 7. | «Стріла» Підгородище         | 2:0   | 5:3  | 0:3* | 2:5  | 1:3  | 7:1  |      | 1:1  | 14 | 3  | 1 | 10 | 20 - 44 | -24 | 10 |
| 8. | «Дністер» Кам'яне            | 1:1   | 3:3  | 3:6  | 0:1  | 0:1  | 2:2  | 2:0  |      | 14 | 1  | 4 | 9  | 16 - 33 | -17 | 7  |

* — технічний результат (неявка).

С - матч відбувся на стадіоні «Фальба» села Соколівка. 

К - матч відбувся на стадіоні «Дністер-Арена» в селі Крупське. 

М - матч відбувся на стадіоні «Ювілейний» в місті Миколаїв. 

Домашньою ареною «Легіона» Стільсько був стадіон «Галичина» у Новому Роздолі.

### Кращібомбардирипершості Львівщини у Третій лізі
| М  | Гравець        | Клуб        | Матчі | М'ячі    |
| -- | -------------- | ----------- | ----- | -------- |
| 1. | Іван Климчук   | ФК Стрілків | 19    | 29 (6п.) |
| 2. | Нога Святослав | Легіон      | 16    | 26 (5п.) |
| 3. | Нога Тарас     | Легіон      | 17    | 25 (1п.) |

## Чемпіонат юніорів
Регулярні змагання серед юніорських команд Львівської області (U-19) пройшли за окремим календарем в окремий ігровий день, без прив'язки до жодної з ліг.
- На першому етапі команди за територіальним принципом поділені на дві групи й зіграли у два кола (вдома та на виїзді).
- Після цього колективи, які зайняли у групах перші-другі місця, розіграли у стикових поєдинках медалі юніорського чемпіонату Львівщини;
- Колективи, які на груповій стадії стали третіми-четвертими, за аналогічною схемою борються за медалі юніорської першості Львівщини.
- Решта команд за бажанням візьмуть участь у розіграші Кубка юніорів Львівщини (переможець - ЛСК «Погонь» Львів).

Серед команд, які в минулому сезоні виступали в Регулярних змагання серед юніорських команд Львівської області, відсутні: 
«Сокаль-Датський текстиль» Сокаль, ДЮШ ФК «Львів», КЗ ДЮСШ «Карпати» Львів, СОК «Пульс-Авангард» Жидачів, «Колос» Городок, ФСК «Яворів», СК «Воля» Братковичі, СФК «Трускавець», Стрілківська ТГ, та Чемпіон Львівщин серед юніорів (U-19) «Покрова» Львів . Замість ДЮСШ «Богун» Броди в змаганнях виступає «Богун-Бобри» Броди.

### Чемпіонат Львівщини серед юніорів
| ½ фіналу:                                                   |
| ----------------------------------------------------------- |
| «Шахтар» Шептицький − ФК «Захід U-19» Бібрка — 0:2          |
| ДЮСШ «Мостиська» − ДЮФК «Старт-Юніор» Самбір — 0:0 пен. 5:3 |

| Матч за третє місце чемпіонату:                 |
| ----------------------------------------------- |
| ДЮФК «Старт-Юніор» Самбір − «Шахтар» Шептицький |
| 1:0                                             |

| Фінальний матч за золоті медалі чемпіонату: |
| ------------------------------------------- |
| ФК «Захід U-19» Бібрка − ДЮСШ «Мостиська»   |
| 2:1                                         |

### Першість Львівщини серед юніорів
| ½ фіналу:                                        |
| ------------------------------------------------ |
| ФСК «Гірник» Новояворівськ − СК «Східниця» — 7:1 |
| «Богун-Бобри» Броди − Миколаївська ДЮСШ — 0:2    |

| Матч за третє місце першості:       |
| ----------------------------------- |
| СК «Східниця» − «Богун-Бобри» Броди |
| 0:1                                 |

| Фінальний матч за золоті медалі першості:      |
| ---------------------------------------------- |
| ФСК «Гірник» Новояворівськ − Миколаївська ДЮСШ |
| 2:1                                            |

Джерело:

### Груповий етап
Джерело:
 Група 1 
| М   | Команда/Місто                  | 1    | 2   | 3    | 4    | 5   | 6    | 7    | 8   | 9    | 10   | І  | В  | Н | П  | М'ячі   | РМ  | О  |
| --- | ------------------------------ | ---- | --- | ---- | ---- | --- | ---- | ---- | --- | ---- | ---- | -- | -- | - | -- | ------- | --- | -- |
| 1.  | ДЮСШ «Мостиська»               |      | 1:0 | 2:0  | 3:3  | 1:1 | 3:0  | 4:2  | 3:0 | 10:0 | 4:0  | 18 | 13 | 3 | 2  | 50 - 16 | 34  | 42 |
| 2.  | «Шахтар» Червоноград           | 4:0  |     | 0:0  | 0:0  | 2:0 | 4:0  | 1:0  | 4:0 | 7:0  | 3:0* | 18 | 12 | 5 | 1  | 43 - 10 | 33  | 41 |
| 3.  | ФСК «Гірник» Новояворівськ     | 1:1  | 2:3 |      | 3:4  | 0:1 | 1:0  | 2:1  | 3:1 | 6:1  | 5:2  | 18 | 11 | 2 | 5  | 41 - 23 | 18  | 35 |
| 4.  | «Богун-Бобри» Броди            | 0:3  | 0:0 | 1:2  |      | 4:0 | 1:1  | 0:0  | 3:1 | 3:0  | 3:1  | 18 | 9  | 5 | 4  | 38 - 31 | 7   | 32 |
| 5.  | ЛСК «Погонь» Львів             | 2:1  | 2:3 | 3:1  | 1:2  |     | 0:2  | 3:1  | 2:0 | 5:0  | 3:0* | 18 | 10 | 2 | 6  | 33 - 22 | 11  | 32 |
| 6.  | ФК «Рава» Рава-Руська          | 1:2  | 1:2 | 0:4  | 5:2  | 1:0 |      | 1:3  | 3:1 | 3:0  | 4:2  | 18 | 9  | 1 | 8  | 36 - 28 | 8   | 28 |
| 7.  | ДЮФА «Динамо» Львів            | 0:2  | 2:2 | 0:1  | 10:0 | 1:1 | 2:0  |      | 3:0 | 11:0 | 10:2 | 18 | 8  | 3 | 7  | 55 - 24 | 31  | 27 |
| 8.  | ФК «Білка» Підберізцівська ОТГ | 0:2  | 0:1 | 2:3  | 1:5  | 0:3 | 1:6  | 3:1  |     | 5:1  | 3:0* | 18 | 4  | 0 | 14 | 24 - 48 | -24 | 12 |
| 9.  | ФК «Жовква»                    | 2:5  | 0:5 | 1:4  | 0:4  | 1:3 | 0:5  | 2:5  | 3:1 |      | 3:0* | 18 | 2  | 0 | 16 | 15 - 88 | -73 | 6  |
| 10. | «Нива» Жовтанці                | 0:3* | 2:2 | 0:3* | 0:3* | 2:3 | 0:3* | 0:3* | 2:5 | 6:1  |      | 18 | 1  | 1 | 16 | 19 - 64 | -45 | 4  |

 Група 2 
| М  | Команда/Місто               | 1                        | 2                        | 3                        | 4                        | 5                        | 6                        | 7                        | 8                        | І  | В  | Н | П  | М'ячі   | РМ  | О  |
| -- | --------------------------- | ------------------------ | ------------------------ | ------------------------ | ------------------------ | ------------------------ | ------------------------ | ------------------------ | ------------------------ | -- | -- | - | -- | ------- | --- | -- |
| 1. | ФК «Захід U-19» Бібрка      |                          | 2:0                      | 1:1                      | 3:0*                     | 5:1                      | 5:5                      | 7:0                      | 4:0                      | 14 | 10 | 2 | 2  | 47 - 19 | 28  | 32 |
| 2. | ДЮФК «Старт-Юніор» Самбір   | 2:1                      |                          | 2:2                      | 3:1                      | 4:1                      | 3:1                      | 5:1                      | 3:0*                     | 14 | 9  | 3 | 2  | 32 - 17 | 15  | 30 |
| 3. | Миколаївська ДЮСШ           | 4:2                      | 1:1                      |                          | 2:0                      | 3:0*                     | 5:2                      | 3:0*                     | 8:0                      | 14 | 8  | 4 | 2  | 37 - 17 | 20  | 28 |
| 4. | СК «Східниця»               | 2:3                      | 3:0                      | 2:0                      |                          | 1:2                      | 6:3                      | 7:0                      | 3:0                      | 14 | 7  | 1 | 6  | 33 - 21 | 12  | 22 |
| 5. | МФК «Галичина» Дрогобич     | 1:3                      | 2:3                      | 5:3                      | 1:3                      |                          | 3:0                      | 5:1                      | 3:0                      | 14 | 7  | 1 | 6  | 32 - 30 | 2   | 22 |
| 6. | ФК «Новий Розділ»           | 1:4                      | 1:1                      | 1:1                      | 3:0                      | 2:5                      |                          | 1:0                      | 3:0                      | 14 | 3  | 4 | 7  | 27 - 38 | -11 | 13 |
| 7. | «Ураган» Перемишлянська МТГ | 0:4                      | 0:2                      | 1:2                      | 0:0                      | 0:0                      | 3:2                      |                          | 0:1                      | 14 | 1  | 3 | 10 | 7 - 40  | -33 | 6  |
| 8. | «Сокіл» Великі Глібовичі    | 2:3                      | 1:3                      | 0:2                      | 1:5                      | 2:3                      | 2:2                      | 1:1                      |                          | 14 | 1  | 2 | 11 | 10 - 43 | -33 | 5  |
| -  | ФСК «Самбір»                | Не приступив до змагань. | Не приступив до змагань. | Не приступив до змагань. | Не приступив до змагань. | Не приступив до змагань. | Не приступив до змагань. | Не приступив до змагань. | Не приступив до змагань. |    |    |   |    |         |     |    |

1. ↑   - результат матчу  «Богун-Бобри» Броди -  ДЮСШ «Мостиська» (4:2) анульовано. Бродам зараховано технічну поразку 0:3.
2. ↑   - результат матчу  МФК «Галичина» Дрогобич -  ФК «Новий Розділ» - 1:2 анульовано. «Галичині» зараховано технічну перемогу 3:0.

### Кращібомбардириюніорського чемпіонату
| М    | Гравець           | Клуб            | Матчі | М'ячі    |
| ---- | ----------------- | --------------- | ----- | -------- |
| 1.   | Микітко Олександр | Шахтар          | 16    | 14 (1п.) |
| 2-3. | Мартинюк Микола   | ФК Захід U-19   | 11    | 12       |
| 2-3. | Піряник Володимир | МФК Галичина Д. | 13    | 12       |

### Суперкубок львівщини серед юніорів.
Львівська асоціація футболу вперше після тривалої перерви провела змагання за Суперкубок Львівської області серед юніорів.
Змагалися чотири колективи: 
- новоспечений чемпіон Львівщини серед юніорів ФК «Захід U-19» (Бібрська МТГ);
- чинний переможець юніорської першості Львівщини ФСК «Гірник» (Новояворівськ);
- цьогорічний володар Кубка юніорів Львівщини ЛСК «Погонь» (Львів);
- цьогорічний фіналіст обласного юнірського чемпіонату ДЮСШ «Мостиська»;

Трофей дочасно без жодної поразки завоювали юні футболісти «Погоні».
| М  | Команда/Місто              | 1   | 2   | 3   | 4   | І | В | Н | П | М'ячі | РМ | О |
| -- | -------------------------- | --- | --- | --- | --- | - | - | - | - | ----- | -- | - |
|    | ЛСК «Погонь» Львів         |     |     |     | 1:1 | 3 | 2 | 1 | 0 | 5 - 3 | 2  | 7 |
| 2. | ФСК «Гірник» Новояворівськ | 0:1 |     |     |     | 3 | 1 | 1 | 1 | 5 - 4 | 1  | 4 |
| 3. | ФК «Захід U-19» Бібрка     | 2:3 | 3:3 |     |     | 3 | 0 | 2 | 1 | 5 - 6 | -1 | 2 |
| 4. | ДЮСШ «Мостиська»           |     | 0:2 | 0:0 |     | 3 | 0 | 2 | 1 | 1 - 3 | -2 | 2 |

Джерело: